# زمرة الدائرة
زمرة الدائرة (بالإنجليزية: Circle group)‏ هي زمرة تتكون من مجموعة الأعداد العقدية التي تساوي قيمتها المطلقة 1, مزودةً بعملية الجداء. يرمز إليها بالرمز T أو {\displaystyle \mathbb {T} }. على سبيل المثال فإن دائرة الوحدة للمستوي العقدي تعطى بالشكل:
{\displaystyle \mathbb {T} =\{z\in \mathbb {C} :|z|=1\}.}

## تعريف مبسط

الجمع في الزمرة الدائرية

أحد أبسط الطرق للتفكير بالزمرة الدائرية هو عن طريق وصف جمع الزوايا، حيث يجب أن يكون المجموع دائماً ضمن المجال المسموح بين 0° إلى 360° درجة. على سبيل المثال فإن جمع 150° إلى 270° يجب أن يكون 150° + 270° == 420° إلا أنه عند التفكير في زمرة الدائرة يجب أن ننسى عملية الجمع العادية ونعدل قيمة الناتج بالقيمة 360° بحيث يصبح الجواب 420° − 360° == 60°.